# Marignac-Laspeyres
Marignac-Laspeyres là một xã thuộc tỉnh Haute-Garonne trong vùng Occitanie tây nam nước Pháp. Xã này nằm ở khu vực có độ cao trung bình 360 mét trên mực nước biển.